# Apache Maven

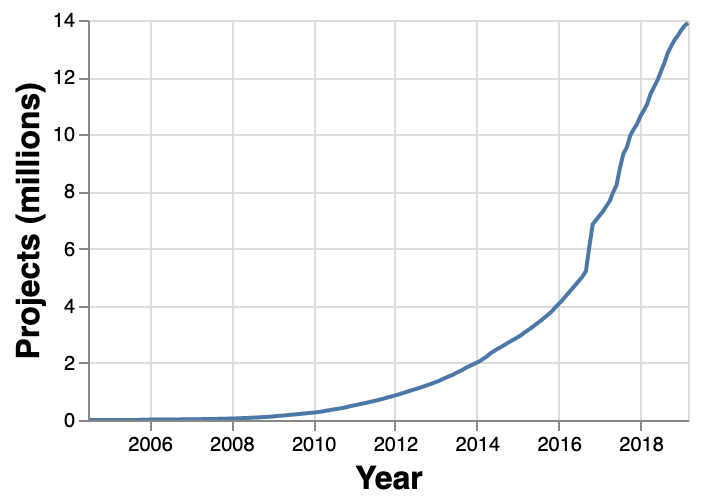
Maven中心仓库中的组建数目呈指数级增长

Apache Maven，是一个软件（特别是Java软件）项目管理及自动构建工具，由Apache软件基金会所提供。Maven也可被用于构建和管理各种项目，例如C#，Ruby，Scala和其他语言编写的项目。Maven曾是Jakarta项目的子项目，现为由Apache软件基金会主持的独立Apache项目。
Maven解决了软件构建的两方面问题：一是软件是如何构建的，二是软件的依赖关系。不同于Apache Ant等早期工具，Maven设定了构建流程的标准，在此之外只需要指定例外情况。XML文件描述了正在构建的软件项目、它对其他外部模块和组件的依赖关系、构建顺序、目录和所需的插件。该文件通常有预设的目标任务，例如代码编译和打包。Maven从一个或多个代码仓库（例如Maven 2 Central Repository）动态地下载Java库与Maven插件，并将其存储在本地缓存区中。
Maven是以基于插件的架构构建的，这使其能够使用任何能用标准输入控制的应用程序。Maven 2同时维护了为C/C++准备的原生插件。
尽管Gradle和sbt等替代技术并不依赖于XML，但他们仍然保留了Maven引入的关键概念。Apache Ivy还开发了一个专用的依赖管理器，同时支持Maven仓库。
Apache Maven也包括对可重现构建的支持。

## 示例
Maven项目使用项目对象模型（Project Object Model，POM）来配置。
项目对象模型存储在名为 pom.xml 的文件中。
以下是一个简单的示例：
```
<project>

  
<!-- model version is always 4.0.0 for Maven 2.x POMs -->

  
<modelVersion>
4.0.0
</modelVersion>

  

  
<!-- project coordinates, i.e. a group of values which

       uniquely identify this project -->

  

  
<groupId>
com.mycompany.app
</groupId>

  
<artifactId>
my-app
</artifactId>

  
<version>
1.0
</version>

  
<!-- library dependencies -->

  

  
<dependencies>

    
<dependency>

    

      
<!-- coordinates of the required library -->

      

      
<groupId>
junit
</groupId>

      
<artifactId>
junit
</artifactId>

      
<version>
3.8.1
</version>

      

      
<!-- this dependency is only used for running and compiling tests -->

      

      
<scope>
test
</scope>

      

    
</dependency>

  
</dependencies>

</project>

```

## 补充阅读
- Van Zyl, Jason,  first, 奥莱利: 468, 2008-10-01  [2011-07-24], ISBN 0596517335, （原始内容存档于2010-08-27）（英文）

有免费的PDF供下载和在线阅读：http://www.sonatype.com/documentation/books（页面存档备份，存于） （英文）